# パルス符号変調

4ビットPCMによる信号の標本化及び量子化の例。赤い線がアナログ信号であり、青い点が標本化及び量子化後のデータである。

パルス符号変調（パルスふごうへんちょう、PCM、英語: pulse code modulation）とは音声などのアナログ信号を、アナログ-デジタル変換回路により、デジタル信号に変換（デジタイズ）する変調方式の一つである。

## 概要
アナログ信号に対して標本化および量子化を行い、数列として出力する。サンプリング周波数が高く量子化ビット数が多いほど変換前に近い高品質なデータになるが、データサイズが膨大となる問題がある。PCMの実用化は古く、1943年から1946年まで運用されたデジタル秘話通信装置のSIGSALYで人類史上初めて実用化された。

## 種類
量子化の方式の違いにより、様々な種類のPCMが存在する。ほとんどの場合、現代に用いられているPCMはサンプリング周波数が一定である。PCMには非圧縮のものと圧縮されたものが存在するが、圧縮されたPCMは音質の劣化を抑えつつデータ量を削減している。圧縮を掛けていないリニアPCMはエンコードとデコードが最も容易で、回路やソフトウェアに掛かるコストの問題から、通信帯域が狭いあるいは記録容量が少ないなどの場合以外はリニアPCMが採用されることがほとんどである。21世紀に入ってからは、圧縮する場合でも単に量子化の方法を工夫するよりは、MP3やAACやFLACなど、音声スペクトル分析やチャンネル間相関分析や予測などの様々な技法を駆使するデータ圧縮方式が多くなった。
リニアPCM（線形PCM）
線形量子化を用いたもの。例としては、CD-DA、DVD-Audio、一部のDVD-Video、BD-Video、PlayStation 3用ゲームソフトなどで採用されている。
ADPCM（適応差分PCM）
差分符号化と量子化幅の適応的制御により、品質をあまり落とさずにデータ量を圧縮するPCM。例としては、1990年代のアーケードゲームなどで採用された。
DPCM（差分PCM）
差分符号化のみを用いて、データ量を圧縮するPCM。例としては、ファミリーコンピュータの音源チップの1機能として採用された。
折線量子化を用いたPCM
初期のPCMプロセッサー（1977年発売のソニーPCM-1など）やNTで採用されているダイナミックレンジ圧縮のための量子化方式。3折線，5折線など、製品ごとに考慮する折線の本数に差異があり、ダイナミックレンジ伸長後の相当bit数も異なる（考慮する折線の本数が多いほどダイナミックレンジは改善するが、折線が多い分だけコストも高く付く）。
対数量子化を用いたPCM
電話網（μ-lawやA-law）やDATのLPモードなどで採用されている。デジタル版のコンパンディングである。
浮動小数点数を使用して量子化されたPCM
浮動小数点数を用いたPCM。可聴領域を -1.0 から 1.0 と定めているが、外部領域となる -∞ から -1.0 と 1.0 から ∞ の波形も潰さずに保持することが可能である。そのため、適切な場所で使用することで、音割れによるクリッピングノイズを防ぐことができる場合がある。非正規化数という例外を除き有効桁数が常に一定であることから、音量の大小で量子化歪みによる潰れ易さが変わらない利点もある。メディアプレーヤーの内部処理や、DAWの内部処理と作業途中のプロジェクトファイルで本形式が採用されることが多い。

## ノイズと歪み
変調時、以下のノイズおよび歪みが発生する。

### サンプリングノイズ
標本化雑音。周波数スペクトルで、サンプリング周波数の半分となるナイキスト周波数を境界に折り返したように出現することから折り返し雑音とも俗称される。
標本化定理により、最低でも音声に含まれる最も高い周波数成分の2倍以上のサンプリング周波数を持たない限り、高音の信号が折り返され、偽信号として現れる。このため、サンプリング周波数はより高いほどより高音を再現できる。
再生時は同様に、原信号を折り返したような偽信号が発生してノイズとなる。オーバーサンプリング方式では、最初に元信号をデジタルフィルタで数倍のサンプリング周波数に変換することで折り返し雑音を高周波数帯域に移動させ、その後にアナログ変換とローパスフィルタ回路による折り返し雑音の除去する。

### 量子化歪み

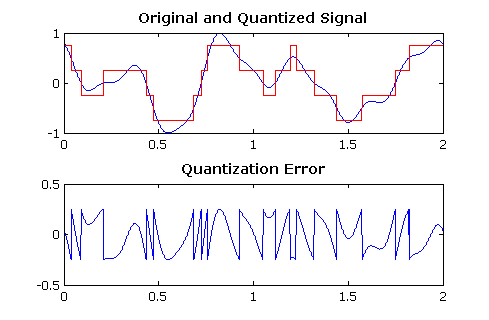
上のグラフは元の信号（青）とそれを量子化した信号（赤）を示している。下のグラフは量子化誤差（2つの信号の差分）を示している。

原理上、量子化によってアナログ量からデジタル値にする際の端数処理による量子化誤差のため、量子化歪みが発生する。これによる雑音を量子化雑音という。これを抑えるためには、量子化ビット数を増やす必要がある。

### クリッピングノイズ
録音時などに、音量が可聴領域（量子化できる最大音量）を超えてしまった部分の波形が切り落とされる処理（クリッピング）により発生するノイズ。これを防ぐには、音声記録時に音量を下げる必要がある。ただし、可聴領域の幅に対して音量が極端に小さい場合は量子化歪みで波形が潰れてしまうため、適切な音量で記録を行うことが大切である。
音割れを修復する作業をデクリッピングなどと呼ぶ場合があるが、この作業で得られる波形はあくまで予測によるものであり、本来のものと大きくずれている可能性がある。

## 用途
CD-DA（音楽CD）
コンパクトディスクで採用された。サンプリング周波数44.1kHz、量子化ビット数16bit、2chステレオ。
DVD-Video
非必須。量子化ビット数16/20/24bit、サンプリング周波数は48/96kHzまで対応している。転送レートは最大1.5Mbps、チャンネル数は2chステレオが上限である。そのため、DVDビデオでは多くのソフトが、ドルビーデジタルを用いて5.1chサラウンドに対応している。
DVD-Audio
DVD-Audioは、次世代CD規格の1つであったが、音楽配信が普及した事で既に生産が行われなくなっている。サンプリング周波数は最大192kHz、量子化24bit。チャンネル数は2chステレオのものが一般的である。
BD-Video (BDMV)
サンプリング周波数は48/96/192kHz、量子化ビット数24bit、チャンネル数は7.1chサラウンドが上限だが、2008年現在ではほとんどのソフトウェアが5.1chサラウンドである。最高転送レートは27.4Mbpsで固定式（比較対象としてHD DVDでは5.1chサラウンド、13.5Mbpsが上限）。圧縮を行わない分、可逆圧縮音声であるドルビーTrueHDやDTS-HDマスターオーディオと比べてエンコードとデコードは簡単になるが、使用帯域は増えることになる。再生は、リニアPCMでのサラウンド出力に対応したBDプレーヤーと再生に対応したAVアンプのHDMI端子ケーブルでの接続が必須となる。そのため、DVDプレーヤーで一般的であった光デジタル音声端子ケーブルでのリニアPCM音声出力は、2chステレオまでとなる。PlayStation 3ではシステムソフトウェアバージョン3.30以降に搭載された音声出力設定のビットストリーム（ミックス）機能を用いて、リニアPCMで収録されたサラウンド音声をDTS、またはドルビーデジタルのサラウンド音声にダウンコンバートし、これら2規格のうちいずれかが再生可能な機器であれば、光デジタル音声端子ケーブルで接続した機器もサラウンド再生が可能である。一度はDTSないしドルビーデジタルに変換しているため、音質は劣化する。

### ゲームソフト
PlayStation 3用ゲームソフト
最高で7.1ch (48kHz/16bit) まで対応している。最近のPS3用ソフトはリニアPCM5.1chとドルビーデジタル5.1chのサウンドを収録したものが多く、規格上マルチチャンネルサラウンドはドルビーデジタル5.1chにしか対応していないXbox 360用ソフトに対するアドバンテージとなっている。7.1ch収録のものは特にサウンド面にこだわったソフトの場合が多く、その多くはSCE製品であることが多い。
Xbox 360用ゲームソフト
最高で2chステレオにまで対応している。ドルビーデジタル5.1chでゲームサウンドを収録していないXbox 360用ソフトは、全てリニアPCM2chでのサウンド収録であると推察される。ドルビーデジタル2chである可能性は低い。

### IP電話
1チャネル当たりの基本速度が64kbpsの場合、24チャネルで1.544Mbpsになる。

## PCMプロセッサー
アナログビデオテープレコーダーと組み合わせ、音声をデジタル信号で記録する装置。アナログ-デジタル変換回路とデジタル-アナログ変換回路を備える。業務用と家庭用の製品が発売され、従来のテープレコーダーを上回る高音質の記録が可能な機器として利用された。コンパクトカセットが普及していたことから、家庭への導入はオーディオマニアなどの極僅かな事例のみに留まり、業務用レコーディングのデジタル化を中心に導入された。

## PCM音源
PCMデータをDA変換装置で変換して音声を再生する装置がPCM音源で、サンプラー、サンプリング音源と称する場合がある。

## ソフトウェア技術

### ソフトウェアミキサー
アプリケーションソフトウェアとして、任意の個数・性能の仮想PCM音源を鳴動させてPCM再生ハードウェアへミキシングして送出するソフトウェアミキサーがある。近年は半導体素子の処理速度が向上して豊かな表現が可能となった。DirectXで音声データに音階を付与する機能、ソフトウェアMIDI音源、などはいずれもこの技術で成立している。家庭用ゲーム機で、これを用いるものにゲームボーイアドバンス、ほとんど用いないものにPlayStation 2などがある。PSやPS2はハードウェアPCMまたはストリーミング再生を採用している。

### 非PCM音源によるPCMデータの再生
PCM音源を持たないゲーム機は、CPUでサンプリングデータを順次DACに送信してPCMを再生したものがある。ネオジオポケットや光速船などが単独でDACを搭載し、メガドライブやPCエンジンは音源の一部をDACとして使用可能でPCMを再生した。
ハードウェアを精密に制御し、発声が可能なハードウェアをDACに見立て、音声を再生する手法も存在する。ビープ音用のハードウェアでパルス幅変調を行ったり、矩形波の出力をDACに見立てPSGによるPCM再生を行う試みや、同様にX68000ではOPMに音色として矩形波を定義し、8チャンネルの出力ポートを利用することで、最大でモノラルでは50kHz前後、ステレオで25kHz前後のサンプリング周波数の再生を可能にしたソフトウェアも存在する。DACとしては非線形指数的の特徴を持つなど、元々想定していないハードウェアであるため、再生の音質は想定した設計のものと比較し、低くなりがちである。
また、波形メモリ音源では、制御する側で1周期ごとに波形を更新してPCMを再生したソフトウェアも存在する。

### インターネット
マイクロフォンからの入力をADCによりデジタイズしてCPUレジスターやメモリーへ書き込み、時限的なソフトウェア割込などで、ネットワークに流す手法が一般化している。プログラミング言語で比較的容易にコーディングが行え、ビデオ会議アプリケーションやサイマルラジオ、サイマル・テレビなどの完成されたアプリケーションを利用することで遅延はあるものの技術的な内容を意識することがなく使われている。